# لباده

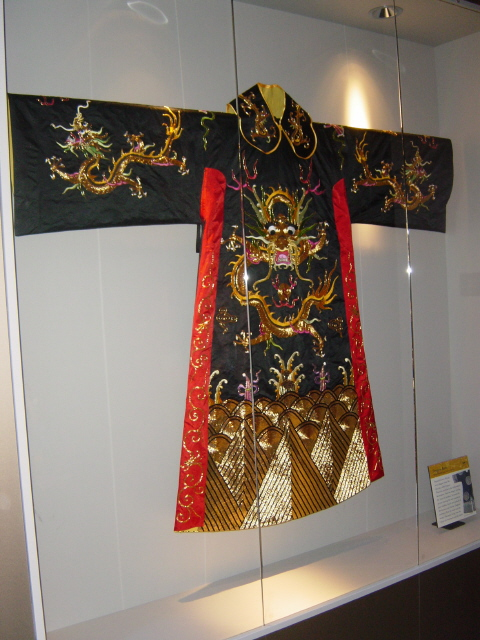
لباسی با تم-اژدها که از سلسلهٔ چینگ نشات گرفته است

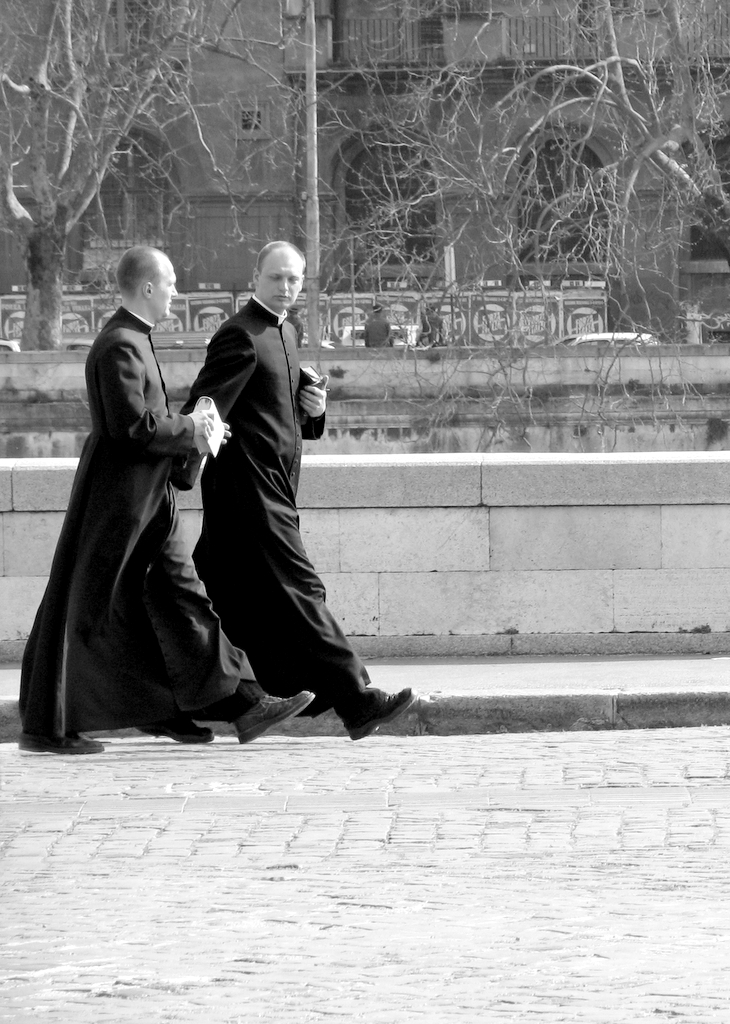
عبای روحانیون مسیحی

لباده، خرقه یا جبه (به انگلیسی: Robe) یک لباس بیرونی گشاد است که بر روی لباس‌های دیگر پوشیده می‌شود. برخلاف لباس‌هایی که به عنوان شنل یا رداء توصیف می‌شوند، لباده‌ها معمولاً آستین دارند، از جلو باز هستند و قسمتی از بالای آن‌ها توسط دکمه یا گیری به هم متصل می‌شوند. کلمهٔ انگلیسی robe از واژهٔ انگلیسی میانهٔ robe (به معنی: «پوشاک») گرفته شده است که خود از واژهٔ robe فرانسوی باستان (به معنی: «غنیمت، تاراج») وام گرفته شده است که آن نیز از کلمهٔ فرانکی *rouba (به معنی: «غنائم، چیزهای دزدیده شده، لباس‌ها») گرفته شده است. و با کلمهٔ «غارت» مرتبط است.

## انواع
لباده‌ها انواع مختلفی دارند از جمله:
- لباده‌ای که به عنوان بخشی از افتخارات آکادمیک توسط اساتید یا دانشجویان (به ویژه برای مناسبت‌های تشریفاتی، مانند: جشن‌ها، گردهمائی‌ها یا فارغ‌التحصیلی) پوشیده می‌شود.[۱]
- لباده‌ای که به عنوان بخشی از لباس یک قاضی یا وکیل پوشیده می‌شود.
- طیف گسترده‌ای از پوشاک مذهبی بلند و دنباله‌دار از جمله لباده‌های منبر و عباهایی که انواع مختلف راهبان می‌پوشند.
- لباده‌ای که به عنوان بخشی از لباس رسمی یک مقام اعیانی یا خانوادهٔ سلطنتی پوشیده می‌شود.[۱]
- هر یک از چندین مد زنانه با منشأ فرانسوی، مانند روب اَ لانگلز (لبادهٔ انگلیسی یا جامهٔ مجلسی بلند زنانه) (سدهٔ ۱۸ میلادی)، روب د استایل (لبادهٔ سَبکی) (۱۹۲۰ میلادی).[۲]
- لباده‌ای که در ادبیات فانتزی و بازی‌های نقش‌آفرینی توسط جادوگران و دیگر شخصیت‌های جادویی پوشیده می‌شود.
- لبادهٔ حوله‌ای که اغلب پس از حمام کردن یا شنا می‌پوشند.[۱][۲]
- لباده‌ای که برای پوشاندن روی زیرپوش استفاده می‌شود، اغلب پس از بیدار شدن در صبح، لباس خواب نامیده می‌شود. آن‌ها شبیه حوله هستند اما بدون الیاف بلند و مواد جاذب هستند.
- (استفادهٔ غیررسمی) هر لباده‌ای که بلند باشد؛ به عنوان مثال، عبا گاهی اوقات لباده نیز نامیده می‌شود، اگرچه عبای روحانیون مسیحی و مسلمان نیز متفاوت هستند.
- پوست حیوانی دباغی شده با خز یا موی هنوز چسبیده، اغلب از گاومیش، یا برای پوشش یا در خانه برای گرما استفاده می‌شود.[۳]